# Letališče Zadar
Letališče Zadar je letališče na Hrvaškem, ki primarno oskrbuje Zadar.